# Gare de Puyoô
La gare de Puyoô est une gare ferroviaire française de la ligne de Toulouse à Bayonne, située sur le territoire de la commune de Puyoô, dans le département des Pyrénées-Atlantiques en région Nouvelle-Aquitaine. 
C'est une gare de la Société nationale des chemins de fer français (SNCF), desservie par des trains régionaux TER Nouvelle-Aquitaine.

## Situation ferroviaire

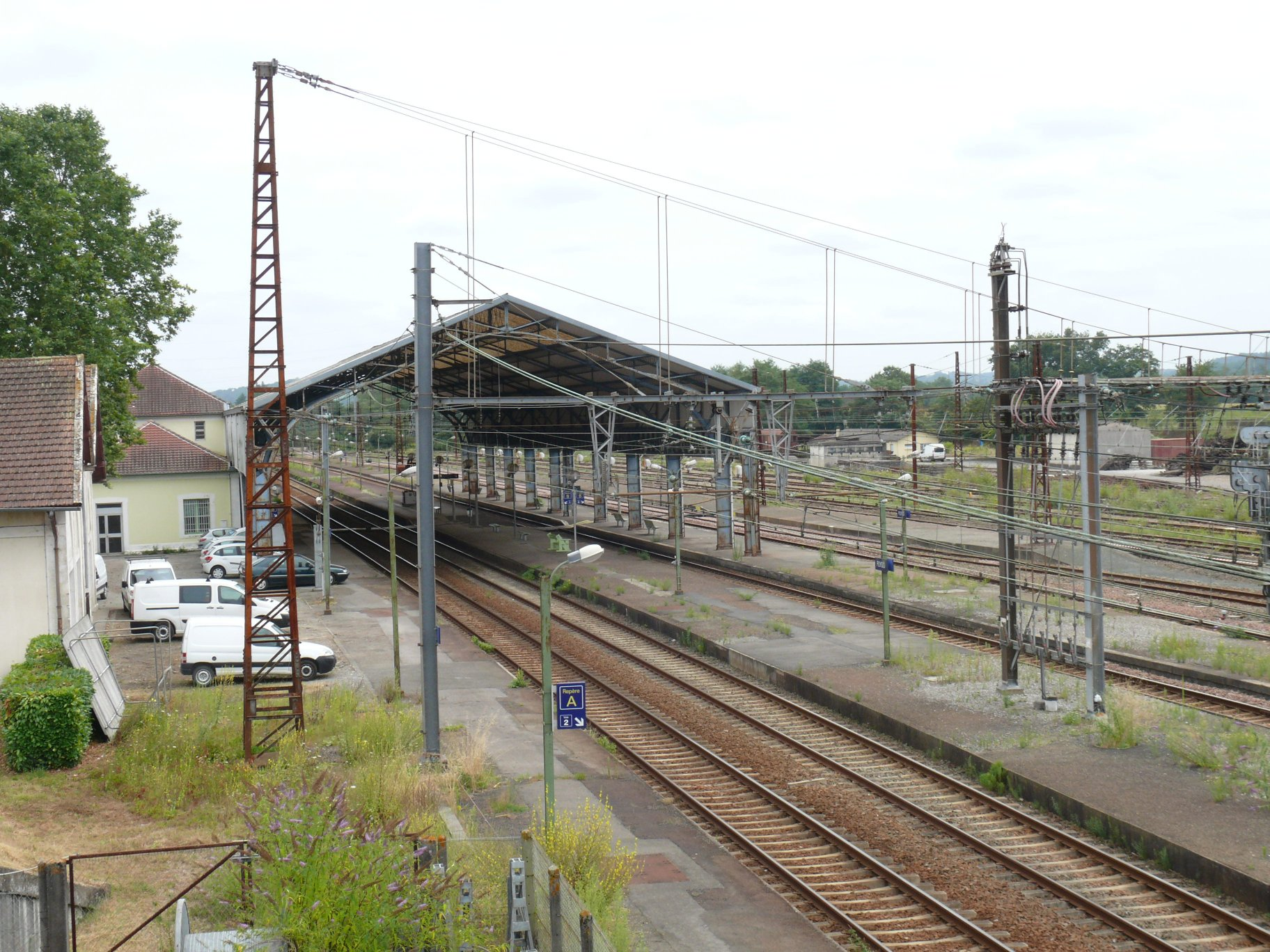
Voies et quais.

Établie à 41 mètres d'altitude, la gare de Puyoô est située au point kilométrique (PK) 270,225 de la ligne de Toulouse à Bayonne, entre les gares ouvertes aux voyageurs d'Orthez et de Peyrehorade. Gare de bifurcation, elle est l'origine de la ligne de Puyoô à Dax et de l'ancienne ligne de Puyoô à Mauléon (déclassée).

## Histoire
En 2022, ce nombre se portait à 60 356 voyageurs contre 43 793 voyageurs en 2019 et 45 144 voyageurs en 2014.

## Service des voyageurs

### Accueil
Gare SNCF, elle dispose d'un bâtiment voyageurs, avec guichet, ouvert tous les jours. Elle est équipée d'automates pour l'achat de titres de transport. 

### Desserte
Puyoô est desservie par des trains TER Nouvelle-Aquitaine.

### Intermodalité
Un parc pour les vélos et un parking sont aménagés. Elle est desservie par des cars du réseau Keolis de la ligne de Dax à Mauléon jusqu’en 2018.

## Service des marchandises
Cette gare est ouverte au service du fret.